# Фекаја
Фекаја (738-737. п. н. е.) је био краткотрајни цар Израела у периоду слабљења северне јеврејске краљевине. 

## Историја
Фекаја је дошао на власт у грађанском рату за време анархије која је захватила северну јеврејску државу после смрти цара Јеровоама II (786-746. п. н. е.). У његово време Израел су први пут угрозили Асирци под царем Тиглатпаласаром III, а цар Фекаја је откупио његову независност плаћањем великог данка. То је код патриотски настројених Јевреја изазвало велико огорчење; цар је убијен и власт је приграбио војсковођа Фекај бен Ремалија, вођа антиасирске странке у Самарији, престоници Израела